# Agrochola osthelderi
Agrochola osthelderi is een vlinder uit de familie uilen (Noctuidae). De wetenschappelijke naam is voor het eerst geldig gepubliceerd in 1951 door Boursin.
De soort komt voor in Europa.